# Аишево
Аи́шево (тат. Аеш) — село в Актанышском районе Татарстана, административный центр и единственный населённый пункт Аишевского сельского поселения.

## География
Село находится близ границы с Башкортостаном, на реке Безяда в 11 километрах к югу от села Актаныш.

## История
По предположению А. З. Асфандиярова, являлось поселением башкир Байсаринской тюбы Киргизской волости.
В материалах 3-й ревизии (1761-1764 годы) в деревне Аишево были учтены 12 душ мужского пола, входивших в команду старшины Ишкины Уразаева.
Во время 4-й ревизии (1781-1782 годы), материалы которой сохранились не полностью, в Аишево были учтены 2 души мужского пола тептярей.
По исследованиям А. З. Асфандиярова в 1795 году в Аишево в 23 дворах проживали 142 души башкир обоего пола, в 12 дворах — 64 души тептярей, в 2 дворах — 10 душ башкир-припущенников (из Тамьянской волости).
В 1834 году учтены 352 башкира (7 двоеженцев, 1 четвероженец), 24 мишаря, а в 1842 году еще 56 душ тептярей. Предки припущенных мишарей и тептярей в документах указывали что «поселились в деревне Аишевой в давнее время по допуску башкирцев без всяких актов, каковых и теперь они не имеют».

## Население
| 1795  | 1816  | 1834  | 1840  | 1884  | 1897  | 1906  |
| ----- | ----- | ----- | ----- | ----- | ----- | ----- |
| 216   | ↗244  | ↗376  | ↘373  | ↗1006 | ↗1029 | ↗1084 |
| 1912  | 1913  | 1921  | 1926  | 1938  | 1949  | 1958  |
| ↗1450 | →1450 | ↗1644 | ↘1265 | ↗1268 | ↘830  | ↘728  |
| 1970  | 1979  | 1989  | 2002  | 2010  | 2012  | 2013  |
| ↗844  | ↘723  | ↘524  | ↘476  | ↘452  | ↘441  | ↘436  |
| 2014  | 2015  | 2016  | 2017  | 2018  | 2019  | 2020  |
| ↘427  | ↘415  | ↗425  | ↘417  | ↘396  | ↗397  | ↗399  |
| 2024  |       |       |       |       |       |       |
| ↘341  |       |       |       |       |       |       |

Национальный состав села: татары.